# NGC 769
NGC 769 ist eine Spiralgalaxie vom Hubble-Typ Sc im Sternbild Dreieck am Nordsternhimmel. Sie ist schätzungsweise 203 Millionen Lichtjahre von der Milchstraße entfernt und hat einen Durchmesser von etwa 45.000 Lichtjahren.
Im selben Himmelsareal befinden sich u. a. die Galaxien NGC 777 und NGC 778.
Das Objekt wurde am 9. November 1866 von dem US-amerikanischen Astronomen Truman Henry Safford entdeckt.